# Orthonevra longicornis
Orthonevra longicornis là một loài ruồi trong họ Ruồi giả ong (Syrphidae). Loài này được Loew mô tả khoa học đầu tiên năm 1843. Orthonevra longicornis phân bố ở vùng Cổ Bắc giới